# I. e. 360-as évek
Évszázadok: i. e. 5. század – i. e. 4. század – i. e. 3. század
Évtizedek: i. e. 410-es évek – i. e. 400-as évek – i. e. 390-es évek – i. e. 380-as évek – i. e. 370-es évek – i. e. 360-as évek – i. e. 350-es évek – i. e. 340-es évek – i. e. 330-as évek – i. e. 320-as évek – i. e. 310-es évek
Évek: i. e. 369 – i. e. 368 – i. e. 367 – i. e. 366 – i. e. 365 – i. e. 364 – i. e. 363 – i. e. 362 – i. e. 361 – i. e. 360